# KMOV
KMOV est une station de télévision américaine située à Saint-Louis (Missouri) appartenant à Meredith Corporation et affiliée au réseau CBS.

## Télévision numérique terrestre
| Canal virtuel | Image | Ratio | Programmation                          |
| ------------- | ----- | ----- | -------------------------------------- |
| 4.1           | 1080i | 16:9  | Programmation principale KMOV / CBS HD |
| 4.2           | 480i  | 16:9  | Cozi TV                                |
| 4.3           | 480i  | 16:9  | MyNetworkTV                            |
| 4.4           | 480i  | 16:9  | Laff (en)                              |